# Upsweep
«Upsweep» (с англ. — «Подъём») — это звук, зафиксированный экваториальными автономными гидрофонными массивами Национального управления океанических и атмосферных исследований США (NOAA). Звук был записан в августе 1991 года с помощью системы подводного звукового наблюдения SOSUS Тихоокеанской морской экологической лаборатории (PMEL) и был достаточно громким, чтобы его можно было услышать по всему Тихому океану. К 1996 году первоначальные предположения о том, что звук имеет биологическое происхождение, были отвергнуты Звук состоит из длинной серии узкополосных нарастающих звуков, которые возникают с интервалом в несколько секунд. Нарастающие звуки возникают и меняются в зависимости от сезона, поэтому учёные из NOAA предполагают, что они возникают в районах подводной вулканической активности.

## Звуковой профиль
Источник звука находится примерно на 54° южной широты и 140° западной долготы, в отдалённом районе Тихого океана между Новой Зеландией и примерно в 4023,35 километрах (2500 миль) к западу от южной оконечности Южной Америки. Звук меняется в зависимости от сезона, обычно достигая пика весной и осенью, но неясно — связано ли это с изменениями в источнике звука или с сезонными изменениями в среде его распространения. Звук состоит из длинной последовательности повторяющихся вертикальных «размахов» от низкой к высокой частоте, каждый из которых длится примерно три секунды и достаточно громкий, чтобы его могла услышать вся Автономная гидрофонная система в экваториальной части Тихого океана. Размах вверх характеризуется аномальным реверберирующим тоном, похожим на звук машины скорой помощи или сирены.
Звук был услышан системой гидрофонов, управляемой программой NOAA Sound Surveillance System (SOSUS) для мониторинга северо-восточной части Тихого океана на предмет низкоуровневой сейсмической активности и обнаружения вулканической активности вдоль центров распространения в северо-восточной части Тихого океана. Первоначально исследователи приписывали этот звук плавникам финвалов, однако эта теория была отвергнута после того, как было заявлено, что изменения в тоне были недостаточными для того, чтобы звук был биологическим.
Учёные установили, что источник находится недалеко от предполагаемого места вулканической сейсмической активности. С 1991 года уровень звука (громкость) «Upsweep» снижается, но его всё ещё можно обнаружить с помощью гидрофонных массивов NOAA.

## Вулканическое происхождение звука
Основная теория, объясняющая происхождение апвеллинга, связана с подводной вулканической и сейсмической активностью. Подводные извержения вулканов характерны для формирования рифтовых зон, которые встречаются во всех основных океанических бассейнах Земли. Они также известны как центры спрединга морского дна, где для NOAA была создана программа SOSUS для мониторинга землетрясений и вулканической активности на морском дне. Научно-исследовательский институт аквариума Монтерей-Бей описал акустические характеристики этих явлений следующим образом: 

При извержении подводные вулканы издают различные звуки: от коротких резких щелчков до оглушительных взрывов и низкого рокота. Геологи не уверены, что именно вызывает все эти разные звуки. 
Приблизительное местоположение источника позволило учёным предположить, что он находится рядом с областью подводной вулканической сейсмичности, однако точное местоположение источника звука неизвестно.

### Комментарии
1. ↑  Энтони Халс отмечает, что теория о том, что звук является биологическим, была отвергнута в 1996 году.
2. ↑  Теории биологического происхождения звука не хватает вариации тона, чтобы это было правдой.